# Kuhlrade (Marlow)
Kuhlrade ist ein Ortsteil der Stadt Marlow im Landkreis Vorpommern-Rügen in Mecklenburg-Vorpommern.
Der Ort liegt nordwestlich des Hauptortes Marlow an der Kreisstraße K 5. Westlich verläuft die Landesstraße L 191, östlich verläuft die L 181 und fließt die Recknitz.

## Baudenkmale

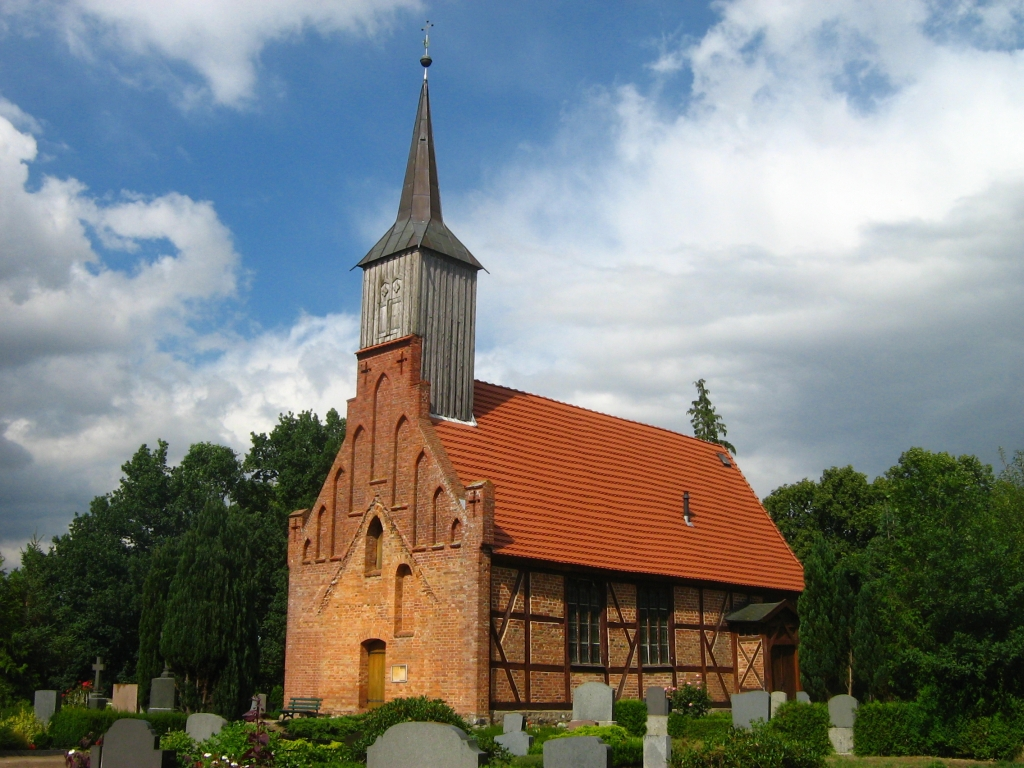
Kirche Kuhlrade

In der Liste der Baudenkmale in Marlow sind für Kuhlrade vier Baudenkmale aufgeführt, darunter die Kirche Kuhlrade.